# Сукре (щат)
Вижте пояснителната страница за други значения на Сукре.
Су̀кре (на испански: Sucre) е един от 23-те щата на южноамериканската държава Венецуела. Намира се в североизточната част на страната. Общата му площ е 11 800 км², а населението е 1 059 488 жители (по изчисления за юни 2017 г.). Основан е през 1909 г.